# Edgware, Highgate and London Railway
| \| \| \| Unvollendete Strecke nach Bushey Heath \| \| \| \| \| Edgware (London Underground) \| \| \| \| \| Edgware (EH&LR) \| \| \| \| \| Northern Line nach Burnt Oak \| \| \| \| \| (geplante Verbindung) \| \| \| \| \| Mill Hill (The Hale) \| \| \| \| \| Midland Main Line/Thameslink \| \| \| \| \| Mill Hill East \| \| \| \| \| Dollis Viaduct \| \| \| \| \| High Barnet \| \| \| \| \| Totteridge and Whetstone \| \| \| \| \| Woodside Park \| \| \| \| \| West Finchley \| \| \| \| \| \| \| \| \| \| Finchley Central \| \| \| \| \| East Finchley \| \| \| \| \| Northern Line nach Highgate \| \| \| \| \| Alexandra Palace \| \| \| \| \| Muswell Hill \| \| \| \| \| Muswell Hill Viaduct \| \| \| \| \| Cranley Gardens \| \| \| \| \| \| \| \| \| \| \| \| \| \| \| Highgate \| \| \| \| \| \| \| \| \| \| Crouch End \| \| \| \| \| Gospel Oak–Barking Line \| \| \| \| \| Stroud Green \| \| \| \| \| East Coast Main Line \| \| \| \| \| Finsbury Park \| \| \| \| \| zur North London Line \| \| \| \| \| Northern City Line nach Moorgate \| \| \| \| \| East Coast Main Line nach King’s Cross \| \| |  |                                        |                                        |
| |  | Unvollendete Strecke nach Bushey Heath |                                        |
| Kopfbahnhof Strecke bis hier außer Betrieb |  | Edgware (London Underground)           | Edgware (London Underground)           |
| Kopfbahnhof Streckenanfang (Strecke außer Betrieb) · Strecke |  | Edgware (EH&LR)                        | Edgware (EH&LR)                        |
| Kreuzung geradeaus oben (Strecke geradeaus außer Betrieb) · Abzweig ehemals geradeaus und nach rechts |  | Northern Line nach Burnt Oak           | Northern Line nach Burnt Oak           |
| Abzweig geradeaus und von links (Strecke außer Betrieb) · Strecke nach rechts (außer Betrieb) |  | (geplante Verbindung)                  | (geplante Verbindung)                  |
| Haltepunkt / Haltestelle (Strecke außer Betrieb) |  | Mill Hill (The Hale)                   | Mill Hill (The Hale)                   |
| Kreuzung geradeaus unten (Strecke geradeaus außer Betrieb) |  | Midland Main Line/Thameslink           | Midland Main Line/Thameslink           |
| Kopfbahnhof Strecke bis hier außer Betrieb |  | Mill Hill East                         | Mill Hill East                         |
| Brücke |  | Dollis Viaduct                         | Dollis Viaduct                         |
| Strecke · Kopfbahnhof Streckenanfang |  | High Barnet                            | High Barnet                            |
| Strecke · Haltepunkt / Haltestelle |  | Totteridge and Whetstone               | Totteridge and Whetstone               |
| Strecke · Haltepunkt / Haltestelle |  | Woodside Park                          | Woodside Park                          |
| Strecke · Haltepunkt / Haltestelle |  | West Finchley                          | West Finchley                          |
| Abzweig geradeaus und von links · Strecke nach rechts |  |                                        |                                        |
| Haltepunkt / Haltestelle |  | Finchley Central                       | Finchley Central                       |
| Haltepunkt / Haltestelle |  | East Finchley                          | East Finchley                          |
| Abzweig ehemals geradeaus und nach rechts |  | Northern Line nach Highgate            | Northern Line nach Highgate            |
| Strecke (außer Betrieb) · Kopfbahnhof Streckenanfang (Strecke außer Betrieb) |  | Alexandra Palace                       | Alexandra Palace                       |
| Strecke (außer Betrieb) · Haltepunkt / Haltestelle (Strecke außer Betrieb) |  | Muswell Hill                           | Muswell Hill                           |
| Strecke (außer Betrieb) · Brücke (Strecke außer Betrieb) |  | Muswell Hill Viaduct                   | Muswell Hill Viaduct                   |
| Strecke (außer Betrieb) · Haltepunkt / Haltestelle (Strecke außer Betrieb) |  | Cranley Gardens                        | Cranley Gardens                        |
| Abzweig geradeaus und von links (Strecke außer Betrieb) · Strecke nach rechts (außer Betrieb) |  |                                        |                                        |
| Tunnel (Strecke außer Betrieb) |  |                                        |                                        |
| Haltepunkt / Haltestelle (Strecke außer Betrieb) |  | Highgate                               | Highgate                               |
| Tunnel (Strecke außer Betrieb) |  |                                        |                                        |
| Haltepunkt / Haltestelle (Strecke außer Betrieb) |  | Crouch End                             | Crouch End                             |
| Kreuzung geradeaus oben (Strecke geradeaus außer Betrieb) |  | Gospel Oak–Barking Line                | Gospel Oak–Barking Line                |
| Haltepunkt / Haltestelle (Strecke außer Betrieb) |  | Stroud Green                           | Stroud Green                           |
| Abzweig ehemals geradeaus und von links |  | East Coast Main Line                   | East Coast Main Line                   |
| Haltepunkt / Haltestelle |  | Finsbury Park                          | Finsbury Park                          |
| Strecke von links · Abzweig geradeaus, nach rechts und ehemals nach links |  | zur North London Line                  | zur North London Line                  |
| Tunnelanfang · Strecke |  | Northern City Line nach Moorgate       | Northern City Line nach Moorgate       |
| Strecke |  | East Coast Main Line nach King’s Cross | East Coast Main Line nach King’s Cross |

Die Edgware, Highgate and London Railway war eine Eisenbahnstrecke im Norden von London, die heute teilweise von der Northern Line der London Underground befahren wird. Noch vor Fertigstellung der ersten Strecke wurde die gleichnamige Bahngesellschaft 1867 von der Great Northern Railway übernommen, die ihrerseits 1923 in der London and North Eastern Railway aufging. In den 1930er Jahren war ein umfangreiches Ausbauprogramm vorgesehen, das die Integration der Strecke in das Netz der Londoner U-Bahn vorsah. Dieses Projekt konnte aber wegen des Zweiten Weltkrieges nur teilweise umgesetzt werden. Teile der Strecke wurden in den 1950er Jahren stillgelegt und sind seither abgebaut worden.

## Geschichte

### Gründung
Nachdem das britische Parlament ein entsprechendes Gesetz verabschiedet hatte, wurde die Gesellschaft Edgware, Highgate and London Railway (EH&LR) im Jahr 1862 gegründet. Die vorgesehene Strecke führte durch den ländlichen Teil der Grafschaft Middlesex (heute die nördlichen Stadtteile von London), vom Bahnhof Finsbury Park an der East Coast Main Line über Stroud Green, Crouch End, Highgate, Finchley und Mill Hill nach Edgware. Weitere Gesetze, die 1864 und 1866 beschlossen wurden, ermöglichten den Bau zweier Zweigstrecken (von Finchley nach High Barnet und von Highgate nach Muswell Hill).
Noch bevor die Strecke fertiggestellt war, wurde die EH&LR im Juli 1867 von der größeren Great Northern Railway (GNR) übernommen. Die Eröffnung der eingleisigen Strecke nach Edgware erfolgte am 22. August 1867. Zunächst verkehrten Züge von Edgware nach Finsbury Park, King’s Cross und durch den Snow-Hill-Tunnel nach Blackfriars und zu Destinationen südlich der Themse. Nach 1869 war der Bahnhof Moorgate an den Widened Lines die Endstation. Einzelne Züge verkehrten von Finsbury Park aus auf Gleisen der North London Railway zum Bahnhof Broad Street. 1870 wurde der Abschnitt zwischen Finsbury Park und Finchley & Hendon (heute Finchley Central) zweigleisig ausgebaut.
Aufgrund des hügeligen Terrains wies die Strecke zahlreiche Einschnitte, Dämme und Viadukte auf. Besonders erwähnenswert sind die Viadukte bei Muswell Hill und über das Flüsschen Dollis Brook sowie der tiefe Einschnitt durch den Highgate-Hügel. In diesem befand sich der Bahnhof Highgate, der auf beiden Seiten von Tunnels begrenzt war.

### Zweigstrecken

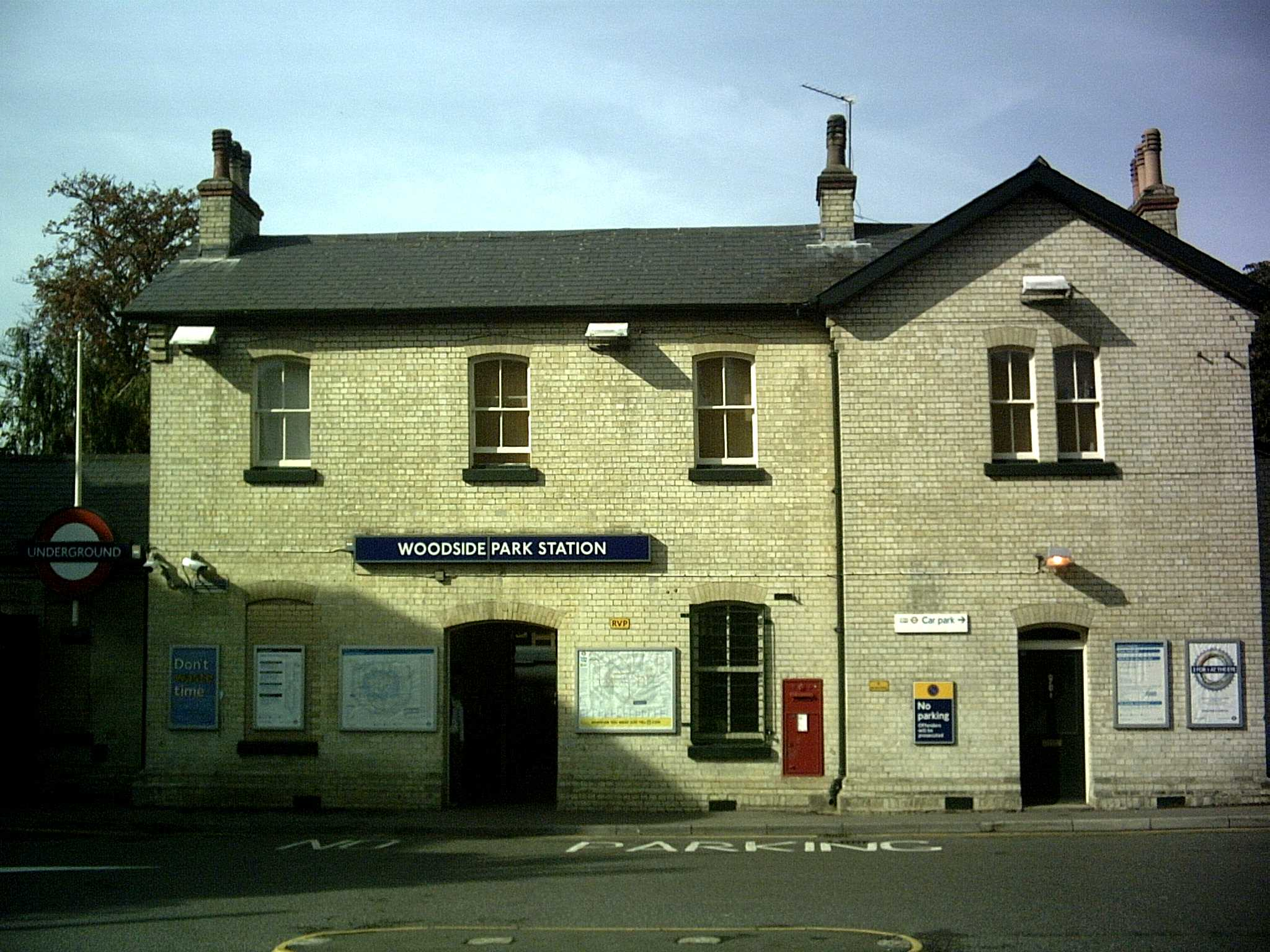
Woodside Park ist ein typisches Beispiel der Stationen, die in den 1870er Jahren an der Zweigstrecke nach High Barnet errichtet wurden.

Am 1. April 1872 wurde die Zweigstrecke von Finchley nach High Barnet eröffnet, mit den Zwischenstationen Woodside Park und Totteridge and Whetstone (die Station West Finchley folgte erst im Jahr 1933). Die Linie nach Barnet endete unmittelbar südlich des Dorfes auf dem vorgelagerten Hügel. Da Barnet ein größeres Dorf war als Edgware und die Wohngebiete in Finchley rascher wuchsen als entlang der ursprünglichen Strecke, hatte die Zweigstrecke bald eine höhere Bedeutung. Direkte Züge verkehrten von London nach High Barnet, während die Fahrgäste nach Edgware in Finchley umsteigen mussten.
Die Zweigstrecke von Highgate über Muswell Hill zum neuen Freizeit- und Erholungszentrum Alexandra Palace wurde von einer separaten Bahngesellschaft erbaut, der Muswell Hill Railway Company. Die Eröffnung erfolgte am 24. Mai 1873, gleichzeitig mit dem Alexandra Palace. Da das Gebäude nur zwei Wochen später durch Feuer zerstört wurde, war der Verkehr auf der Strecke zunächst stark eingeschränkt und danach während fast zwei Jahren eingestellt, als man den Alexandra Palace wieder aufbaute. Die Zweigstrecke wurde im Mai 1875 wiedereröffnet.
Eine weitere Bahngesellschaft, die in den 1860er Jahren gegründete Watford and Edgware Railway (W&ER), hatte im Sinn, eine Strecke von der EH&LR bei Edgware nach Watford in der Grafschaft Hertfordshire zu bauen. Allerdings konnte die W&ER nicht genügend finanzielle Mittel für den Bau der Strecke auftreiben und die erworbenen Wegrechte wechselten mehrmals den Besitzer.

### Wachstum, Engpässe und Konkurrenz
Zu Beginn des 20. Jahrhunderts stieß die Strecke an ihre Kapazitätsgrenzen. Die Bevölkerungszahl der erschlossenen Siedlungen hatte stark zugenommen, doch der Betrieb der GNR war nicht entsprechend ausgebaut worden. Auch verkehrten zahlreiche Güterzüge, die hauptsächlich Kohle und Baumaterial geladen hatten. Schon 1903 waren die Personenzüge von Barnet aus bereits voll, noch bevor sie East Finchley erreicht hatten. Es wurden auch neue Zwischenstationen eröffnet: 1902 Cranley Gardens (zwischen Highgate und Muswell Hill) und 1906 Mill Hill (zwischen Mill Hill East und Edgware).
1905 wurden sowohl in Hendon als auch in Finchley Straßenbahnlinien eröffnet, die wenig später auch Barnet erreicht. Dadurch konnte die Eisenbahnstrecke entlastet werden. Die Entlastung bedeutete auch Konkurrenz und die GNR führte neu entwickelte Dampflokomotiven ein, die auf die steilen Abschnitte der Strecke zugeschnitten waren.
Eine weitere Konkurrenz war die im Juni 1907 eröffnete U-Bahn-Linie der Charing Cross, Euston and Hampstead Railway (CCE&HR) nach Archway (damals noch Highgate genannt) und Golders Green. Diese neue Linie stimulierte den Siedlungsbau im Gebiet südlich der Edgware-Bahnstrecke.
Im September 1911 übernahm die GNR die Muswell Hill Railway (umbenannt in Muswell Hill and Palace Railway) und fusionierte sie mit der restlichen Strecke. Der Erste Weltkrieg setzte dem weiteren Wachstum vorläufig ein Ende.

### Zusammenschlüsse und Ausbaupläne

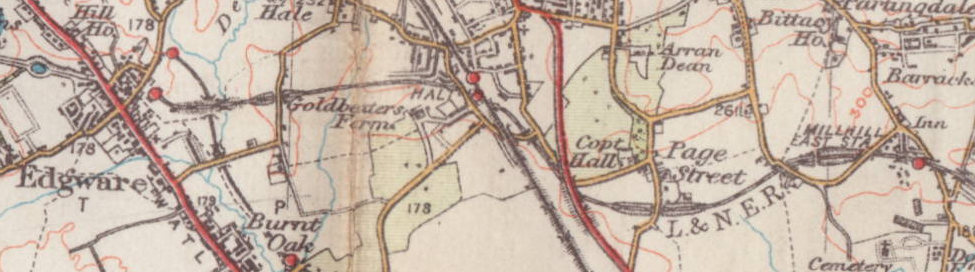
Topografische Karte von 1930 mit dem Streckenabschnitt Mill Hill East – Edgware

Mit dem Inkrafttreten des Railways Act 1921, das die Zusammenlegung fast aller britischen Bahngesellschaften zu vier Unternehmen vorsah, wurde die GNR Teil der London and North Eastern Railway (LNER). Die neue gegründete Gesellschaft kündigte im Januar 1924 die Elektrifizierung der Strecken nach Edgware, High Barnet und Alexandra Palace an, ließ ihrer Ankündigung vorerst aber keine Taten folgen. Die CCE&HR, mittlerweile in der Underground Electric Railways Company of London (Underground Group) aufgegangen, verlängerte ihre Strecke von Golders Green durch Hendon nach Edgware, die in unmittelbarer Nähe zum LNER-Bahnhof lag. Die Underground Group hatte auch die Wegrechte der W&ER erworben und veröffentlichte Pläne, die U-Bahnlinie weiter in Richtung Bushey und Watford zu verlängern. Sie unternahm aber vorerst keine weiteren Schritte.
Nach der Verstaatlichung der Underground Group im Jahr 1933 stellte die neue Behörde London Passenger Transport Board ein umfangreiches Ausbauprogramm vor, den Northern-Heights-Plan. Dieses umfasste folgende Maßnahmen:
- Elektrifizierung der Strecken von Finsbury Park nach Edgware, High Barnet und Muswell Hill und Doppelspurausbau des Abschnitts zwischen Finchley und Edgware.
- Anbindung der LNER-Edgware-Strecke an den U-Bahnhof Edgware
- Bau einer Verbindungsstrecke der U-Bahn von Archway nach East Finchley in einem neuen Tunnel unter dem LNER-Bahnhof Highgate.
- Bau der Verlängerung von Edgware nach Bushey Heath, mit den Zwischenstationen Brockley Hill und Elstree South

Die meisten Arbeiten waren bei Ausbruch des Zweiten Weltkriegs vollendet, konnten danach aber nicht weitergeführt werden. Im September 1939 wurde der Personenverkehr zwischen Finchley Central und Edgware eingestellt.

### Unvollendeter Ausbau und Stilllegungen

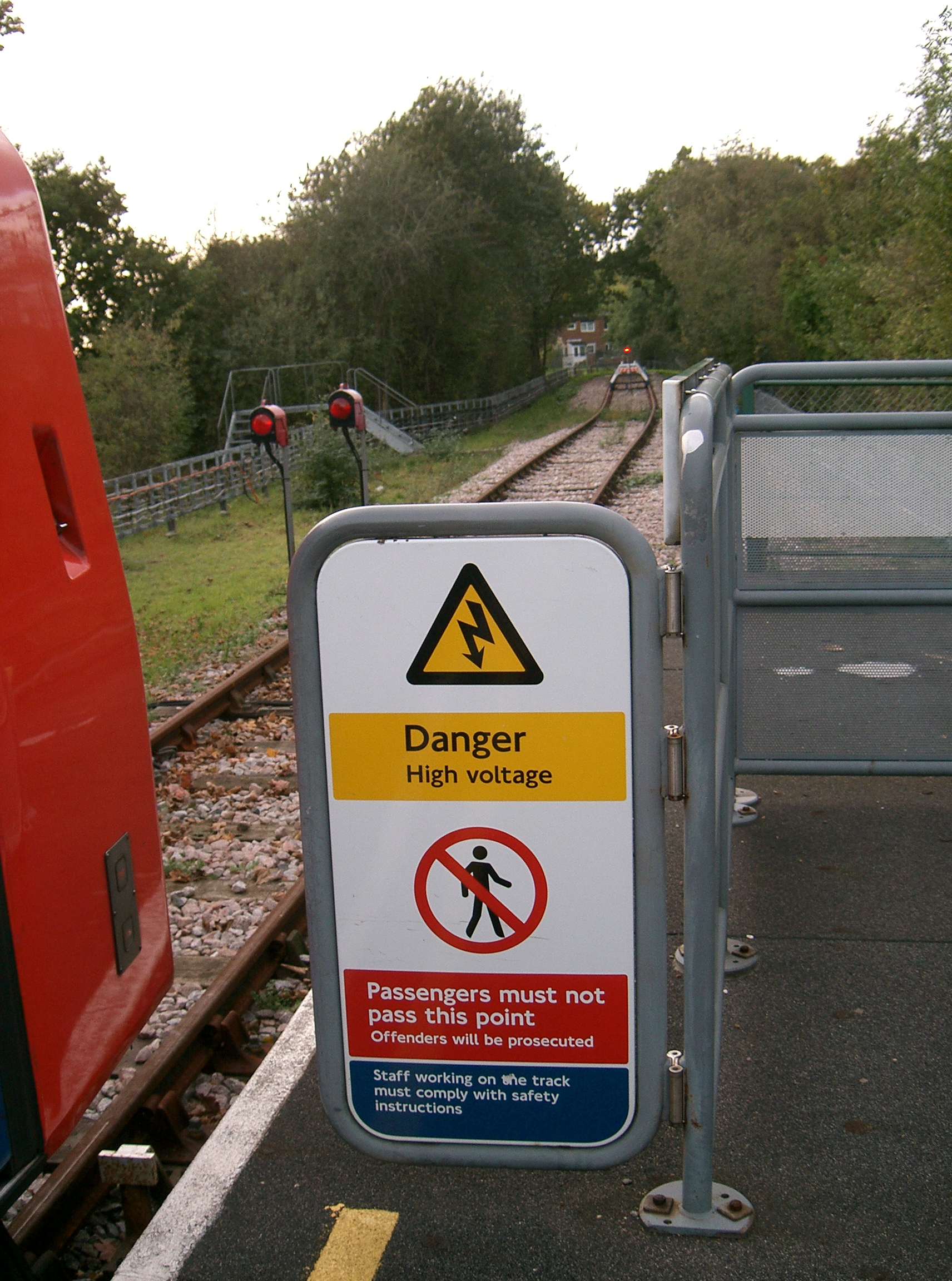
Streckenende bei Mill Hill East

Ab 14. April 1940 verkehrten auf dem Abschnitt East Finchley – High Barnet U-Bahnen statt wie bisher Dampfzüge der LNER. Der LNER-Betrieb zwischen Highgate und East Finchley wurde im März 1941 eingestellt. Ab Mai 1941 verkehrte U-Bahnen nach Mill Hill East, jedoch nicht auf dem restlichen Teil der Strecke nach Edgware. Ab 1942 fuhren die Züge auf der Strecke Finsbury – Highgate – Alexandra Palace (mittlerweile betrieblich von den anderen Zweigstrecken getrennt) nur noch während der Hauptverkehrszeit. Die durchgehenden Züge ins Stadtzentrum von London wurden eingestellt.
Nach dem Kriegsende schuf die Regierung rund um das Siedlungsgebiet von Groß-London einen fünf bis zehn Kilometer breiten „Grüngürtel“, um das weitere Wachstum der Agglomeration zu bremsen. Diese Maßnahme hatte zur Folge, dass die Verlängerung nach Bushey überflüssig wurde, da das erwartete Bevölkerungswachstum in dieser Gegend nun ausblieb. Die Erweiterungspläne wurden im Oktober 1950 endgültig zu den Akten gelegt, ebenso der doppelspurige Ausbau des Abschnitts zwischen Mill Hill East und Edgware.
1948 gingen die verbliebenen Eisenbahnabschnitte an die Staatsbahn British Rail über. 1954 wurde beschlossen, diese endgültig stillzulegen. Der letzte Personenzug von Finsbury Park über Highgate nach Alexandra Palace verkehrte am 3. Juli 1954. Die Strecke von Finsbury Park nach Edgware wurde weiterhin von Güterzügen befahren (hauptsächlich Transport von Kohle, Milch und Baumaterial). Doch nach dem Erlass des Clean Air Act, der Maßnahmen gegen die Luftverschmutzung vorsah, sank die Nachfrage nach Kohle rapide. Die Strecke wurde nur noch selten befahren und 1964 endgültig stillgelegt. Die Ausrüstung und die Gleise entfernte man im darauf folgenden Jahr.
London Underground nutzte die Strecke zwischen Finsbury Park und Highgate bis September 1970, um jeweils dienstags (vereinzelt auch montags und mittwochs) Rollmaterial zwischen den Depots Highgate Wood, Finsbury Park und Drayton Park zu verschieben. Die Gleise wurden 1971 entfernt, die alte Bahntrasse zwischen Finsbury Park und Muswell Hill dient heute als Wanderweg.